# Elena Bunina
Elena Igorevna Bunina (ryska: Елена Игоревна Бунина), född 12 maj 1976 i Moskva i Sovjetunionen, är en rysk-israelisk matematiker och affärskvinna.
Elena Bunina växte upp i Moskva. Hon är dotter till statsvetaren Igor Bunin (1946–2018).
Hon tog en akademisk grundexamen på Institutionen för mekanik och matematik vid Moskvauniversitetet 1998 och disputerade 2001 i matematik på samma universitet. Hon var därefter lärare i programmering vid universitetet, innan hon 2007 byggde upp den bolagsägda Yandex School of Data Analysis i Moskva. Hon var HR-direktör för Yandex från 2011 och 2017–2022 vd för Yandex Ryssland (den helt övervägande delen av koncernen under ett moderbolag i Nederländerna).
Elena Bunina sade upp sin chefsposition den 2 april 2022 och emigrerade till Israel efter Rysslands invasion av Ukraina 2022.
År 2023 blev hon professor i matematik på Bar-Ilan University i Ramat Gan i Israel. Hon är också vetenskaplig chef för den datavetenskapliga utbildningsbolaget Triple ten (tidigare Yandexägda Practicum) i Tel Aviv.

## Privatliv
Elena Bunina är gift och har fyra barn.